# Blockgraph
Ein Blockgraph ist in der Graphentheorie ein von einem gegebenen Graphen {\displaystyle G} abgeleiteter Graph {\displaystyle G_{B}}, der veranschaulicht, wie sich die 2-zusammenhängenden Komponenten von {\displaystyle G} zueinander verhalten.

## Definition
Sei {\displaystyle G=(V,E)} ein einfacher Graph sowie {\displaystyle A} die Menge seiner Artikulationen und {\displaystyle B} die Menge seiner Blöcke. Man bezeichnet den Graphen, der als Knotenmenge {\displaystyle V_{B}=A\cup B} hat und der eine Kante {\displaystyle (a,b)} genau dann besitzt, wenn für {\displaystyle a\in A} und {\displaystyle b\in B} gilt, dass {\displaystyle a\in b} (also wenn die Artikulation Teil des  Blockes ist) als Blockgraph {\displaystyle G_{B}} von {\displaystyle G}.

## Eigenschaften
- Ein Blockgraph ist immer ein bipartiter Graph und die Mengen {\displaystyle A,B} sind die Partitionsklassen des Graphen.
- Der Blockgraph {\displaystyle G_{B}} eines Graphen {\displaystyle G} ist ein Wald.
- {\displaystyle G_{B}} ist genau dann Baum (also azyklisch und zusammenhängend), wenn {\displaystyle G} zusammenhängend ist.

## Beispiel
Folgende Abbildung zeigt einen Graphen und seinen Blockgraphen. Dabei entsprechen c1, …, c4 den Artikulationspunkten 2, 7, 8, 10. Jeder Knoten bk entspricht einem Block im Ursprungsgraphen.